# Hoher Herd
Hoher Herd är en bergstopp i Österrike.   Den ligger i distriktet Zell am See och förbundslandet Salzburg, i den centrala delen av landet, 300 km väster om huvudstaden Wien. Toppen på Hoher Herd är 2 728 meter över havet.
Terrängen runt Hoher Herd är huvudsakligen mycket bergig. Runt Hoher Herd är det ganska glesbefolkat, med 29 invånare per kvadratkilometer.. Närmaste större samhälle är Mittersill, 9,6 km norr om Hoher Herd. 
Trakten runt Hoher Herd består i huvudsak av gräsmarker.